# Esteles funeràries al cementiri (Querol)
Les Esteles funeràries al cementiri és una obra de Querol (Alt Camp) inclosa a l'Inventari del Patrimoni Arquitectònic de Catalunya.

## Descripció
Es tracta de cinc esteles funeràries situades damunt la tanca del cementiri de Querol. Són de pedra, amb la característica forma cilíndrica amb peu de tronc de piràmide de bases paral·leles. A les dues cares tenen creus en relleu als laterals hi ha decoració amb inscripcions. Algunes esteles presenten petits elements decoratius geomètrics al voltant de la creu.

## Història
En l'actualitat les esteles són elements decoratius en la tanca del cementiri. En el seu origen, aquestes esteles tenien com a funció senyalitzar els diversos llocs d'enterrament.